# Гевко Віктор Леонідович
Ві́ктор Леоні́дович Ге́вко (нар. 28 травня 1985, смт Товсте Заліщицького району Тернопільської області, Україна) — український комік і сценарист, депутат Тернопільської міської ради від партії «Слуга народу». Брат народного депутата України від партії «Слуга народу» Володимира Гевка.
Капітан команди Ліги сміху «V.I.P.», триразовий переможець шоу «Розсміши коміка», автор та актор скетч-шоу «Країна У», учасник проекту «Студії 95 квартал», «Бійцівський клуб».
З 2015 року веде активну політичну діяльність у складі Тернопільського обласного осередку партії «Слуга народу».

## Життєпис

### Освіта
З 2002 по 2007 рік навчався у Тернопільському державному технічному університеті (спеціальність «Менеджмент у виробничій сфері»).
З 2007 по 2010 рік був аспірантом ТНТУ.

### Трудова та підприємницька діяльність
Керівник та директор колективу V.I.P Тернопіль 
Працював керівником відділу маркетингу ТРЦ «Подоляни».
Власник і директор туристичної компанії «Фантастік Тревел».
Депутат міської ради Тернополя висунутий Тернопільською обласною організацією ПП "СЛУГА НАРОДУ"

### Родина
Одружений, має сина.

## Політична кар'єра
У 2015 році балотувався до Тернопільської обласної ради.
Довірена особа кандидата на посаду Президента України Володимира Зеленського у 2019 році.
Кандидат на посаду міського голови Тернополя від партії «Слуга народу» 2020 року.
Депутат Тернопільської міської ради з 2020 року.

### Діяльність під час повномасштабних військових дій
Безпосередньо перед повномасштабним російським вторгненням в Україну перетнув державний кордон і перебував у США понад 10 місяців. Під час тривалої відсутності в Україні, зокрема у період його депутатських повноважень, з його слів, займався волонтерством. 

## Фільмографія
| Рік       |   | Українська назва         | Оригінальна назва        | Роль    |
| --------- | - | ------------------------ | ------------------------ | ------- |
| 2014—2016 | с | Країна У                 | Країна У                 | Кум     |
| 2014—2023 | с | Одного разу під Полтавою | Одного разу під Полтавою | Кум     |
| 2016—2017 | с | Казки У                  | Казки У                  | Дракула |